# Maretak-klasse
De maretak-klasse (Viscetea albi) is een klasse van syntaxa die door maretak gedomineerde, in bomen en struiken levende vegetatie omvat.

## Naamgeving
De wetenschappelijke naam Viscetea albi is afgeleid van de botanische naam van maretak (Viscum album), de enige kensoort van de klasse.

## Fysiognomie

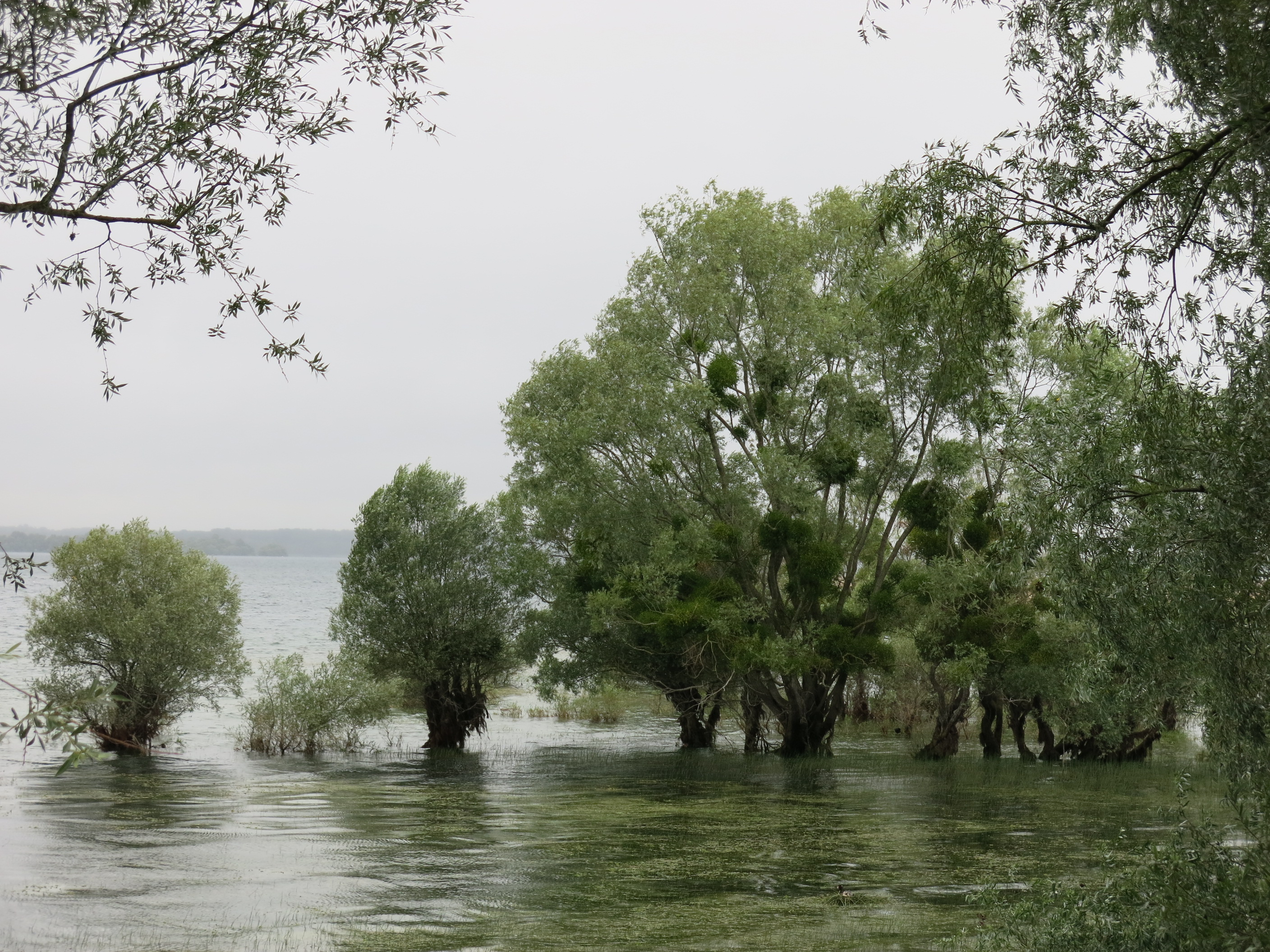
Het Viscetum albi subsp. albi in het Salicion albae.

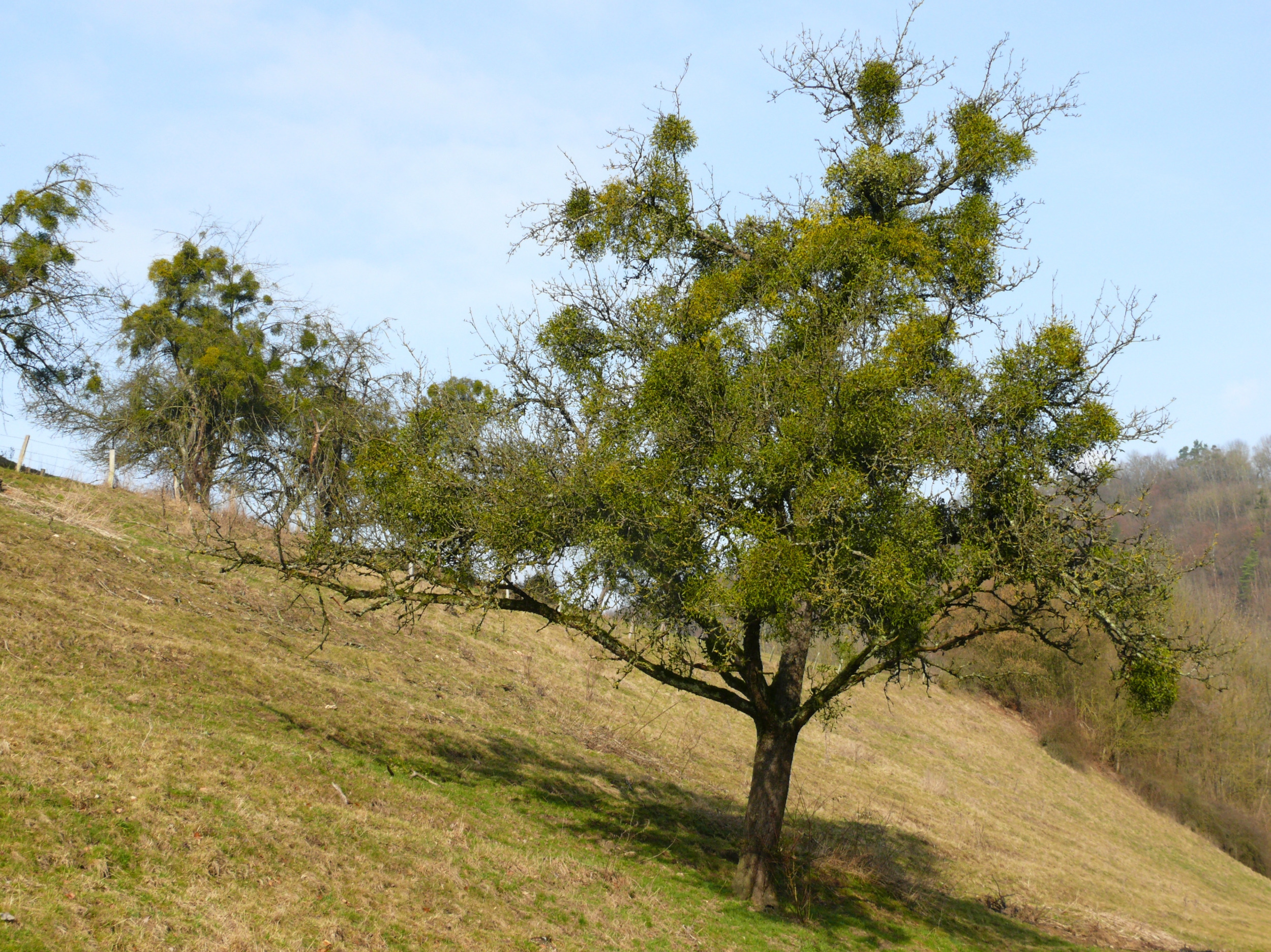
Maretakvegetatie op eetappelbomen.

Dikwijls zijn de Viscetea albi fysiognomisch duidelijk gekarakteriseerd. Het vegetatieaspect wordt bepaald door de vaak opvallende, bolvormige groeiwijze van maretak. Vooral op loofbomen in de winter vallen de Viscetea albi op doordat zij groenblijvend zijn.

## Onderliggende syntaxa
De Viscetea albi worden vertegenwoordigd door slechts één orde met één onderliggend verbond. In totaal worden er drie associaties onderscheiden.
- - Viscetalia albi
    - Viscion albi
      - Viscetum albi subsp. albi
      - Viscetum albi subsp. abietis
      - Viscetum albi subsp. austriaci

## Vegetatiezonering
In de vegetatiezonering kan vegetatie van de maretak-klasse contactgemeenschappen vormen met allerlei epifytische cryptogamengemeenschappen, waaronder vegetatie van de klasse van haarmutsen en vingermossen, kringmos-klasse en schorsmos-klasse.